# Myrichthys maculosus

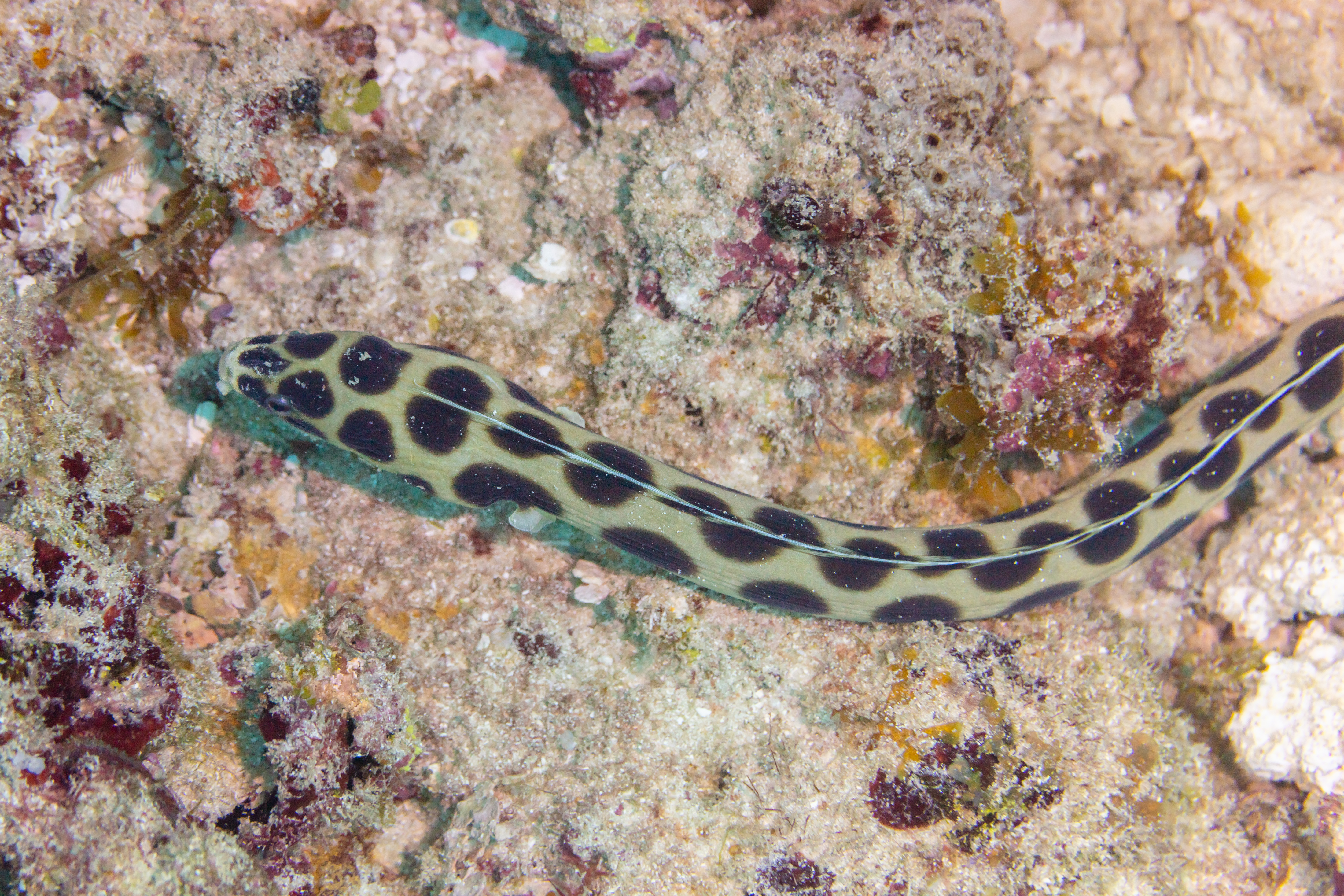

Myrichthys maculosus, thường được gọi là cá chình rắn hổ, cá chình rắn ocellate hoặc cá chình rắn đốm, là một loài cá trong họ Ophichthidae, có nguồn gốc từ Ấn Độ-Thái Bình Dương. Chúng thỉnh thoảng được thấy trong buôn bán cá cảnh. Chúng phát triển đến chiều dài 1 m (40 in).

## Mô tả
Myrichthys maculosus là một loài cá dài, giống rắn, có thể phát triển đạt đến chiều dài 1 m (40 in), nhưng kích thước phổ biến là 50 cm (20 in). Đầu nhỏ với mõm ngắn và lỗ mũi hình ống dài hướng xuống dưới. Có hai hàng răng trên mỗi hàm và hai hàng răng nữa trên vòm miệng. Vây lưng có gốc ngay sau đầu trong khi vây hậu môn bắt đầu từ giữa dọc theo cơ thể; cả hai đều chạy đến gần đầu của đuôi. Chúng không có vây bụng hoặc vây đuôi và vây ngực thì nhỏ. Loài cá này có màu kem hoặc vàng, với những đốm lớn, màu nâu hoặc đen, hình tròn hoặc hình bầu dục. Cá con có một hàng đốm dọc trong khi cá lớn có ba hàng.

## Phân bố và môi trường sống
M. maculosus được tìm thấy ở khu vực Ấn Độ - Thái Bình Dương nhiệt đới và ôn đới ấm áp. Phạm vi sống của chúng kéo dài từ Đông Phi và Biển Đỏ đến Polynesia thuộc Pháp và quần đảo Galápagos, và từ Nhật Bản đến đông Úc. Chúng không có mặt ở Hawaii, nơi đó được thay thế bằng loài cá chình rắn tráng lệ (Myrichthys magnificus). Chúng sinh sống ở các đầm phá, bãi đá ngầm, thảm cỏ biển và đồng bằng cát, ở độ sâu khoảng 260 m (850 ft).

## Sinh thái học
Loài này chủ yếu sống về đêm nhưng đôi khi có thể được nhìn thấy vào ban ngày khi bơi trên các vùng cát hoặc vùng phủ thảm thực vật. Chúng thường dành cả ngày để vùi mình trong cát bằng cách đào đuôi. Chúng có khứu giác rất phát triển, sử dụng để xác định vị trí con mồi, bao gồm động vật giáp xác, cá chình rắn có dải và các loài cá nhỏ khác, trong khi chúng nằm vùi trong lớp trầm tích. Vào ban đêm, loài này đôi khi tập hợp với số lượng lớn ở những vị trí có ánh sáng nhân tạo. Người ta biết rất ít về sự sinh sản của loài này; các giới tính riêng biệt và ấu trùng có hình lá và được gọi là leptocephali.